# 白鞘郁里
白鞘 郁里（しらさや ゆうり、1994年12月30日 - ）は、日本の女子バスケットボール選手である。ポジションはスモールフォワード。3x3.EXEのFLOWLISH GUNMA.EXE所属。本名：白鞘・アニエス・キャロリーヌ・郁里。

## 来歴
大阪府出身。フランス人の父と日本人の母を持つ。
大阪薫英女学院高校でインターハイ準優勝、大阪人間科学大でもインカレ3位となる。
卒業後の2017年、日立ハイテク クーガーズに加入。
2022年、主将に就任。
2024年、噛み合わせの手術を理由にWリーグ引退。手術後の7月に3人制のFLOWLISH GUNMA.EXEに加入し、一方でクラブチーム所属として5人制復帰を目指す。